# Лютер (телесеріал)
«Лютер» (англ. Luther) — британський детективний телесеріал. Створений Нілом Кросом, якого на це надихнув Шерлок Холмс і Коломбо: своїми здібностями і нестандартними підходами до розкриття злочинів Лютер схожий на Холмса, а формат шоу, коли глядачі знають, хто злочинець, але не знають, як його впіймають, був узятий під упливом Коломбо. Хоча було оголошено про закриття серіалу в 2015 році, у 2018 році розпочалося фільмування чотирисерійного 5 сезону «Лютера», який було показано на початку 2019 р. 2023 року було випущено повнометражне продовження «Лютер: Сонце на спаді».
У головній ролі — Ідріс Ельба, який був нагороджений Премією Гільдії кіноакторів США та Золотим глобусом.

## Сюжет

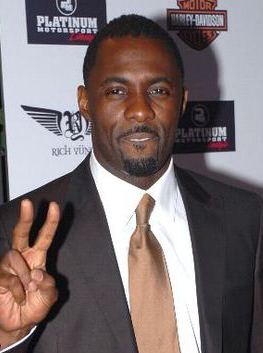
Ідріс Ельба (детектив Джон Лютер)

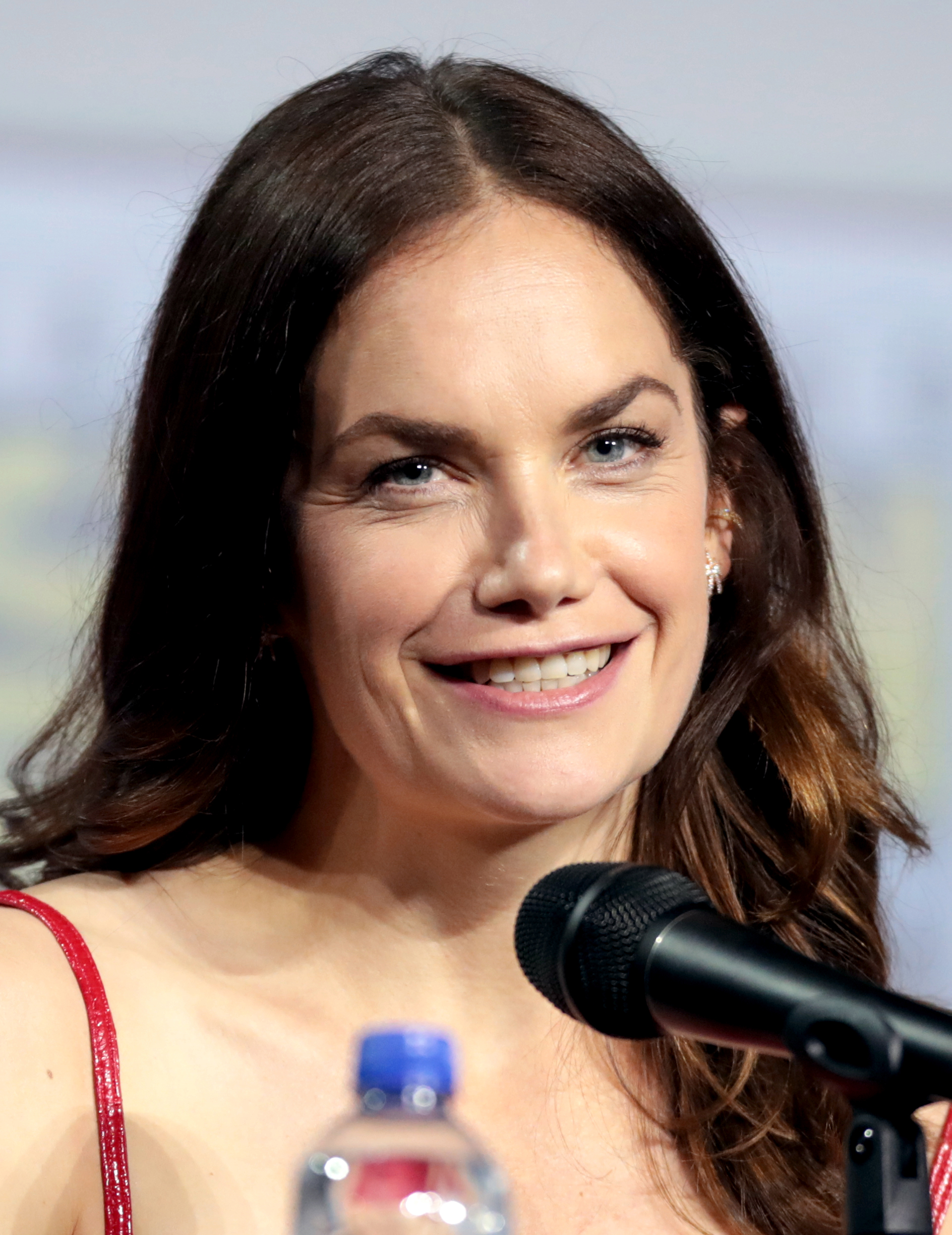
Рут Вілсон виконує роль злочинної втікачки та коханої Лютера Аліси Морган. 2019

Британський детектив поліції Джон Лютер живе окремо від дружини, яку щиро любить. Він розривається між спробами розкриття серійних убивств і намаганням відродити шлюб. Лютер — вельми напружена та емоційна людина. Одного разу жінка на ім'я Еліс Морґан доводить, що вона настільки ж блискуча як і він, вчинивши ідеальне вбивство своїх батьків. Це кинуло виклик Лютерові як ніколи раніше. Еліс стає дивним чином привабливою для Лютера і їхні взаємовідносини служать тлом подальших подій.

## Сезони
- Сезон 1 складався з 6 серій і вийшов улітку 2010 року й отримав позитивні відгуки від критиків.
- Сезон 2 вийшов на екрани як 4 годинні серії улітку 2011 року.
- Сезон 3 вийшов улітку 2013 року й також складався з 4 годинних серій.
- Сезон 4 складався з двох годинних епізодів, показ яких відбувся в грудні 2015 року.
- Сезон 5 складався з чотирьох годинних епізодів, показ яких відбувся 1–4 січня 2019 року.

## Фільм
Повнометражна стрічка  «Лютер: Сонце на спаді»  вийшла у обмежений прокат 24 лютого 2023 року, а з 10 березня стала доступною на стрімінговому сервісі Netflix. Фільм отримав змішані або посередні відгуки.

## Роман
У серпні 2011 року, після показу другого сезону, сценаріст Ніл Кросс опублікува роман-пріквел «Luther: The Calling». У романі йдеться про травматичну справу, пов'язану з дітовбивцею Генрі Медсеном. Роман розширює та пояснює деякі моменти телесеріалу, такі як розпад шлюбу Лютерів та корумпованість детектива Яна Ріда. Фінал книги зображує події, показіні на початку 1 серії телесеріалу, який вийшов в ефір за 15 місяців до виходу роману.

## Адаптації
- Російська 8-серійна версія під назвою «Клім» вийшла 2016 року на Першому каналі.
- Корейська версія  «Less Than Evil» (나쁜 형사, lit. "Bad Detective") вперше демонструвалася з грудня 2018 по січень 2019 року. Південнокорейським каналом MВC TV було створено 32 серії тривалістю по 35 хвилин.
- Французька версія виходила на каналі TF1 під оригінальною назвою; у травні 2021 року показли перший сезон з 6 серій.
- Перший 6-серійний сезон індійської версії («Rudra: The Edge Of Darkness») вийшов у березні 2022 року на каналі Disney+ Hotstar.

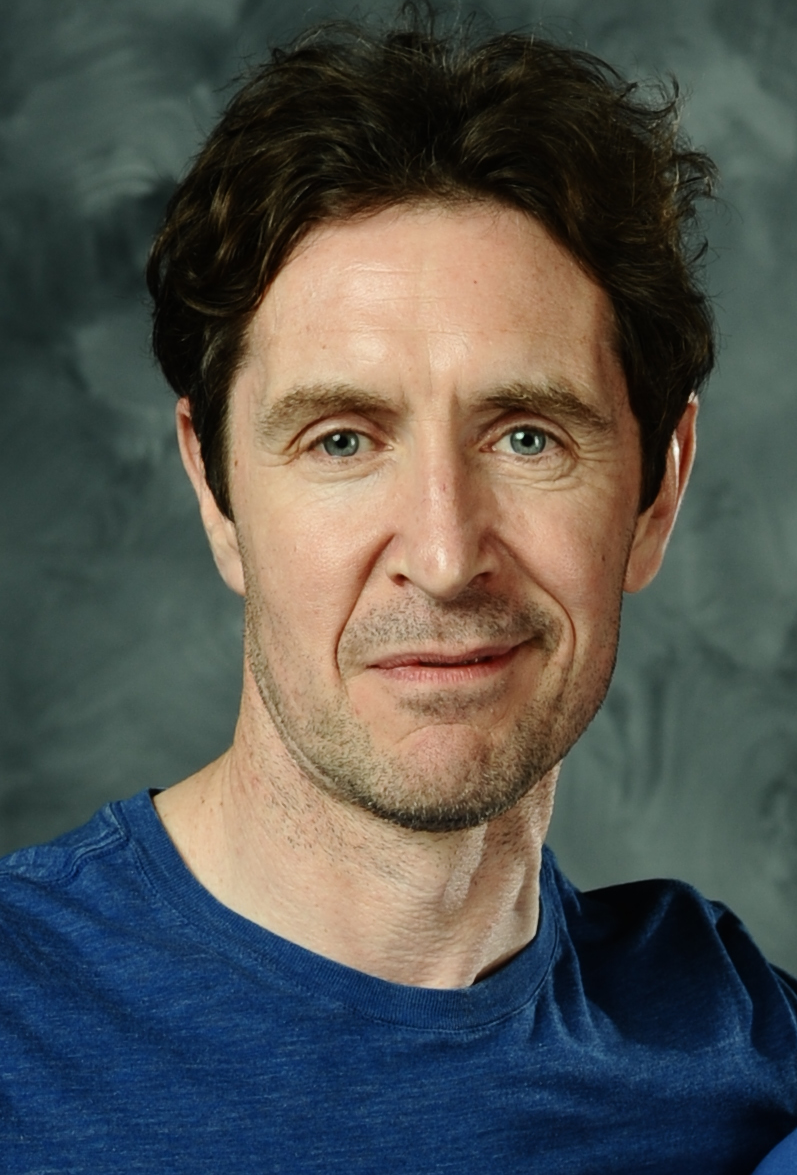
Пол Мак-Ґанн зіграв роль адвоката Марка Норта, який захищає права людини.